# الزنبق (الفجيرة)
الزنبق منطقة قبلية في الفجيرة بالإمارات العربية المتحدة.
الزنبق تقريبا منطقة جبلية تماما. الطقس موسمي على الرغم من أنه أكثر دفئا معظم السنة. تعتبر الأشهر من أكتوبر إلى مارس الأروع حيث تكون درجات الحرارة في النهار في المتوسط حوالي 25 درجة مئوية (77 درجة فهرنهايت) ونادرا ما تتجاوز 30 درجة مئوية (86 درجة فهرنهايت). يتزامن فترة الشتاء أيضا مع موسم الأمطار. نسبة الأمطار هي الأعلى من بقية الإمارات بسبب تأثير جبال الحجر والرياح الشرقية التي تحمل معها السحب المحملة بالمياه قبالة خليج عمان في المحيط الهندي. ترتفع درجة الحرارة لتتجاوز 40 درجة مئوية في الصيف (104 درجة فهرنهايت).